# Castillo de Guardamar
El castillo de Guardamar se encuentra en un cerro rocoso sito junto a la localidad del mismo nombre, en la comarca de la Vega Baja del Segura (Alicante, España).
Aunque los actuales restos son de origen árabe, hay vestigios que apuntan a un oppidum o castro en su interior, datado en la Edad del Hierro levantino, en torno al siglo IV a. C.
Se trata de un recinto alargado dividido en dos secciones. La parte superior constituye el castillo propiamente dicho, de planta poligonal, datado en la primera mitad del siglo XII y del que quedan muy pocas restos, puesto que fue destruido, igual que el castillo de Orihuela, durante el fuerte terremoto de marzo de 1829.
La parte inferior es de mayor tamaño y está rodeada por una muralla gótica que sufrió importantes modificaciones en el siglo XVI. Los elementos más importantes son algunos tramos de sus sólidos muros, así como las bases de algunos torreones y construcciones auxiliares. La zona de más valor arqueológico es el denominado Baluarte de la Pólvora. 
La villa permaneció dentro de estos muros hasta el terremoto de 1829, cuando fue trasladada.
Actualmente se encuentra en estado de ruina consolidada, ha sido parcialmente rehabilitado, y se siguen realizando excavaciones arqueológicas.